# Магас Киренский
Магас Киренский (Маг; др.-греч. Μάγας ὁ Κυρηναῖος) — царь Кирены, правивший в 276—250 годах до н. э.

## Биография
Отцом Магаса был Филипп — македонянин из знатного рода, бывший одним из командиров в войске македонского царя Александра Македонского, а матерью — Береника. После смерти Филиппа семья Магаса в 318 году до н. э. прибыла в Египет. Через год царь Птолемей I Сотер развёлся со своей супругой Эвридикой и женился на Беренике.
Благодаря своим успешным действиям во время подавления восстания в Кирене и не без влияния матери, Магас получил пост наместника этой области. А через несколько лет после смерти Птолемея I объявил себя царём независимой Кирены.
Впоследствии Магас женился на своей дальней родственнице, сестре сирийского царя Антиоха I Сотера Апаме.
Магас стал непосредственным инициатором Первой Сирийской войны, убедив Антиоха начать борьбу с Птолемеем II Филадельфом. Однако сирийский царь не смог сразу двинуться в поход, так как в это время был ещё занят войной с галатами. Поэтому царю Кирены пришлось выступить одному. Он захватил город Параитонион и дошёл до Хиоса, примерно в 50 километрах от Александрии. Однако здесь Магас получил известие о том, что у него в тылу восстало кочевое племя мармаридов, и он тотчас вернулся домой. Пытаясь преследовать его, Птолемей II неожиданно оказался в аналогичном положении: в Египте подняли мятеж наёмники-галаты. В 272 году до н. э. между противниками был заключён мир, скреплённый обручением дочери Магаса Береники с Птолемеем III Эвергетом.
При жизни Магаса Кирена продолжала оставаться независимой, но после его смерти страна снова вошла в состав птолемеевского Египта.